# Josef Peter Mertes
Josef Peter Mertes (* 18. März 1946 in Trier) ist ein deutscher Politiker (SPD).

## Leben
Mertes studierte nach dem Abitur Erziehungswissenschaften. Nach dem Diplom 1973 wurde er Lehrer und Leiter einer Sonderschule. Er saß zunächst im Stadtrat und im Kreistag und dann von 1991 bis 2000 im Landtag von Rheinland-Pfalz. Von Dezember 2000 bis September 2011 war er Präsident der Aufsichts- und Dienstleistungsdirektion in Trier. Dadurch legte er sein Landtagsmandat nieder. Trotzdem trat er bei der Landtagswahl 2001 wieder an. Er gewann zwar das Direktmandat im Wahlkreis Trier/Schweich, nahm es aber nicht an. Seit 2009 ist Mertes zudem Vorsitzender des Hochschulrates der Universität Trier. Im selben Jahr wurde er Ehrenbürger von Oppeln.